# Pietrarubbia
Pietrarubbia là một đô thị ở tỉnh Pesaro và Urbino trong vùng Marche, nằm cách 90 km về phía tây của Ancona và khoảng 45 km về phía tây nam của Pesaro. Tại thời điểm ngày 31 tháng 12 năm 2004, đô thị này có dân số 705 và diện tích là 13 km².

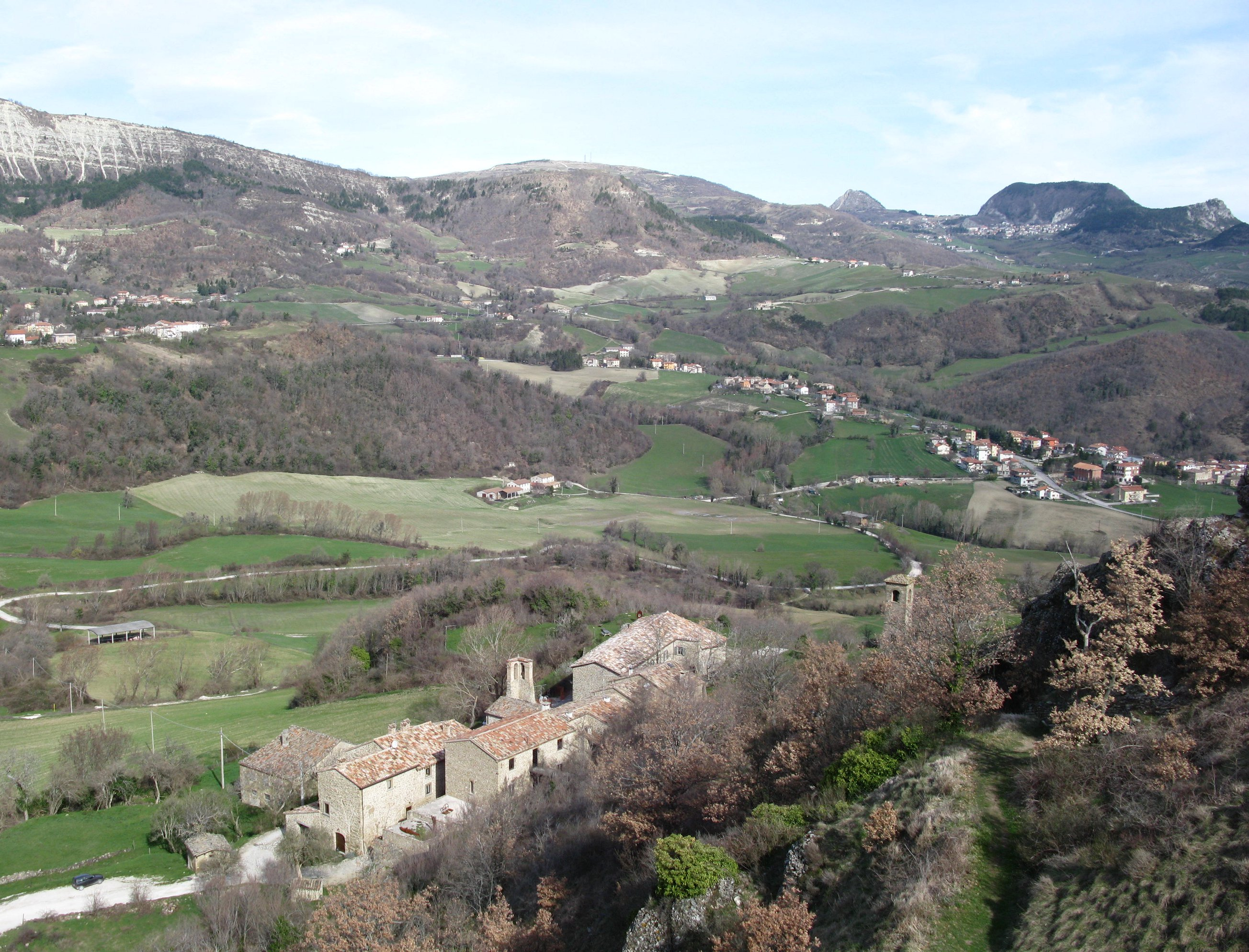
Pietrarubbia

Pietrarubbia giáp các đô thị sau: Carpegna, Frontino, Macerata Feltria, Montecopiolo, Piandimeleto.